# Пам'ятник «Бджілці-трудівниці»
Пам'ятник «Бджілці-трудівниці» — встановлено 24 жовтня 2010 року. Його особливість полягає в тому, що це другий в Україні та Європі пам'ятник бджолі-трудівниці. Монумент висотою близько 2,5 м зроблений із бронзи й має вигляд медових стільників, на яких сидить бджола. На постаменті є напис «Бджілці-трудівниці».
Ідея встановлення цієї пам'ятки належить Богдану Рудці, завзятому бджоляру та голові обласної асоціації пасічників імені Миколи Михайлевича. Це було його багаторічною мрією, бджоляр довго шукав місце для встановлення монумента. Лише після смерті Богдана Рудки встановили пам'ятник «Бджілці-трудівниці» біля сучасного Драматичного театру на бульварі Шевченка. Дозвіл на виділення місця для пам'ятника отримав друг Богдана Рудки — Маріан Мандзюк. Ініціаторами встановлення пам'ятника виступили бджолярі області. Кошти змогли знайти завдяки участі підприємців-меценатів.
Міська влада Тернополя ухвалила рішення встановити цей пам'ятник ще в серпні 2009 року. Ескіз і проєкт пам'ятника бджолі виготовив львівський скульптор та архітектор В'ячеслав Матвіїв.